# Матьяшец, Миха
Ми́ха Матья́шец (словен. Miha Matjašec; родился 22 февраля 2009) — словенский футболист, полузащитник австрийского клуба «Ред Булл Зальцбург».

## Клубная карьера
Воспитанник «Муры», летом 2024 года Матьяшец присоединился к «Домжале», подписав с новым клубом свой первый профессиональный контракт на 3 года. 5 марта 2025 года дебютировал за основную команду «Домжале», выйдя на замену в матче чемпионата Словении против люблянской «Олимпии». 11 марта 2025 года австрийский «Ред Булл Зальцбург» объявил подписании контракта с Михой до 30 июня 2028 года. Матьяшец присоединился к новому клубу 1 июля того же года.

## Карьера в сборной
Выступал за сборные Словении до 15, до 16 и до 17 лет.